# بيت العود العربي

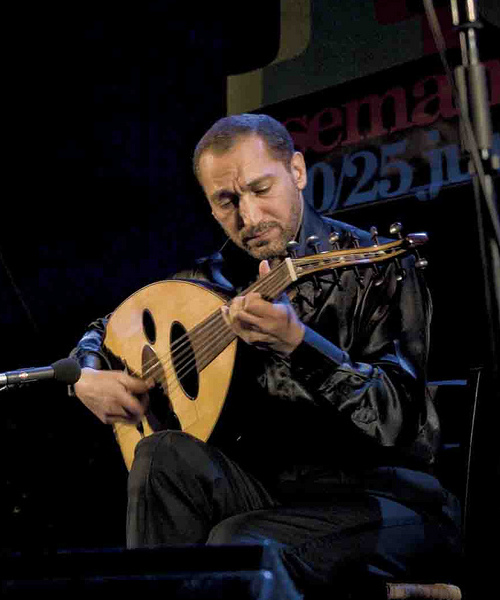
نصير شمة

بيت العود العربي هو مدرسة لتعليم العزف على العود أنشأها نصير شمة، ولها عدة فروع في الوطن العربي كان أولها في القاهرة.

## التاريخ
أُنشأ عازف العود العراقي نصير شمه بيت العود العربي عام 1998م في القاهرة وكانت أوّل مدرسة مُخصصة لتعليم العود كأداة موسيقية منفردة. كانت بدايتها جزءاً من دار الأوبرا المصرية، ولكنّها انتقلت إلى بيت الهراوي الأثري في مدينة القاهرة. وقد اكتسبت شهرةً وصيتاً كمدرسة تعليم عود. عازفو العود مثل التُركي يردال توكان أو المغربي سعيد الشريبي أعطوا مُحاضرات تعليمية وتدريبية في بيت العود العربي. وكذلك عدّة عازفي عود من الجيل الجديد قد تخرّجوا منها، مثل طارق عبد الله، غسان يوسف، حازم الشاهين أو نهاد السعيد. فتح بيت العود العربي أفرعاً جديدة في أبوظبي، الإسكندرية والقسنطينة.
وفي 21 أغسطس 2023، أعلنت هيئة الموسيقى في السعودية عن إطلاق معهد "بيت العود.. الرياض" وفتح باب التسجيل لتعلّم العزف على العود، أو تعلم صناعة العود، والبدء في تلقّي الدروس التعليمية في العزف على العود أو صناعته خلال الفترة من 22 أغسطس إلى 21 سبتمبر 2023.

## بيت العود العربي في أبوظبي
تأسس فرع بيت العود العربي في أبوظبي في عام 2008، ويهتم المركز بالحفاظ على آلة العود وغيرها من الآلات الموسيقية العربية مثل آلات القانون والتشيلو والربابة وتوثيق تاريخها وتدريسها وتعليمها. و صون تراث الموسيقى العربية التقليدية وتوثيقه، وتنشئة جيل جديد من الموسيقيين المحترفين ا

## في الأدب
الرّواية Le Traître للكاتب بيري كورمون كان بيت العود العربي في إحدى مواقعها القصصية، حيث ذُكر باسم معهد العود العربي.

### باللغة العربية
1. ↑  "للإتصال | بيت العود العربي ببيت الهراوي". www.araboudhouse.com. مؤرشف من الأصل في 2018-10-21. اطلع عليه بتاريخ 2017-08-10.
2. ↑  "الصفحة الرئيسية - الموسيقى". www.cairo.gov.eg. مؤرشف من الأصل في 2017-08-10. اطلع عليه بتاريخ 2017-08-10.
3. ↑  "بيت العود .. إبداع بلا حدود - موهوبون | موقع المخترعين والمبتكرين العرب". www.mawhopon.net. مؤرشف من الأصل في 2017-10-08. اطلع عليه بتاريخ 2017-08-10.
4. ↑  "بيت العود العربى ببيت الهراوى | صندوق التنمية الثقافية - وزارة الثقافة". nff.org.eg (بالإنجليزية). Archived from the original on 2017-08-10. Retrieved 2017-08-10.
5. ↑  "نصير شمة يفتتح فرع "بيت العود العربي" في الإسكندرية". www.mbc.net. مؤرشف من الأصل في 2018-09-24. اطلع عليه بتاريخ 2017-08-10.
6. ↑  "خريجين بيت العود | بيت العود العربى ببيت الهراوى". www.araboudhouse.com. مؤرشف من الأصل في 2018-08-21. اطلع عليه بتاريخ 2017-08-10.
7. ↑  "هيئة الموسيقى السعودية تطلق "بيت العود" وهذه تفاصيله". العربية. 21 أغسطس 2023. مؤرشف من الأصل في 2023-08-25. اطلع عليه بتاريخ 2023-08-22.
8. ↑  "$name". abudhabiculture.ae. 9 فبراير 2018. مؤرشف من الأصل في 2024-06-14. اطلع عليه بتاريخ 2024-11-29.

### بلغات أجنبية
1. 1 2  Pierre Cormon consacre onze semaines par an à apprendre le oud au Caire". Le Temps. 15 July 2004.
2. 1 2  "Med Abouzekri et le Nancy Jazz pulsation". فرنسا ثقافة. فرانس راديو. 10 أكتوبر 2013. مؤرشف من الأصل في 2015-09-24. اطلع عليه بتاريخ 2015-10-12.
3. ↑  "Alexandria celebrates opening of Arabic oud house". ahramonline. الأهرام (جريدة). 7 أبريل 2011. مؤرشف من الأصل في 2018-10-17. اطلع عليه بتاريخ 2013-10-12.
4. ↑  "L'ouverture d'une maison du oud à Constantine". WebArabic. 30 أغسطس 2010. مؤرشف من الأصل في 2013-10-16. اطلع عليه بتاريخ 2013-10-12.[وصلة مكسورة]
5. ↑   « Le traître » guide les lecteurs sur les pistes sinueuses du Moyen-Orient, Tribune de Genève, 7 August 2010

## وصلات خارجية
- موقع بيت العود العربي الرّسمي.